# Intruz (film 2015)

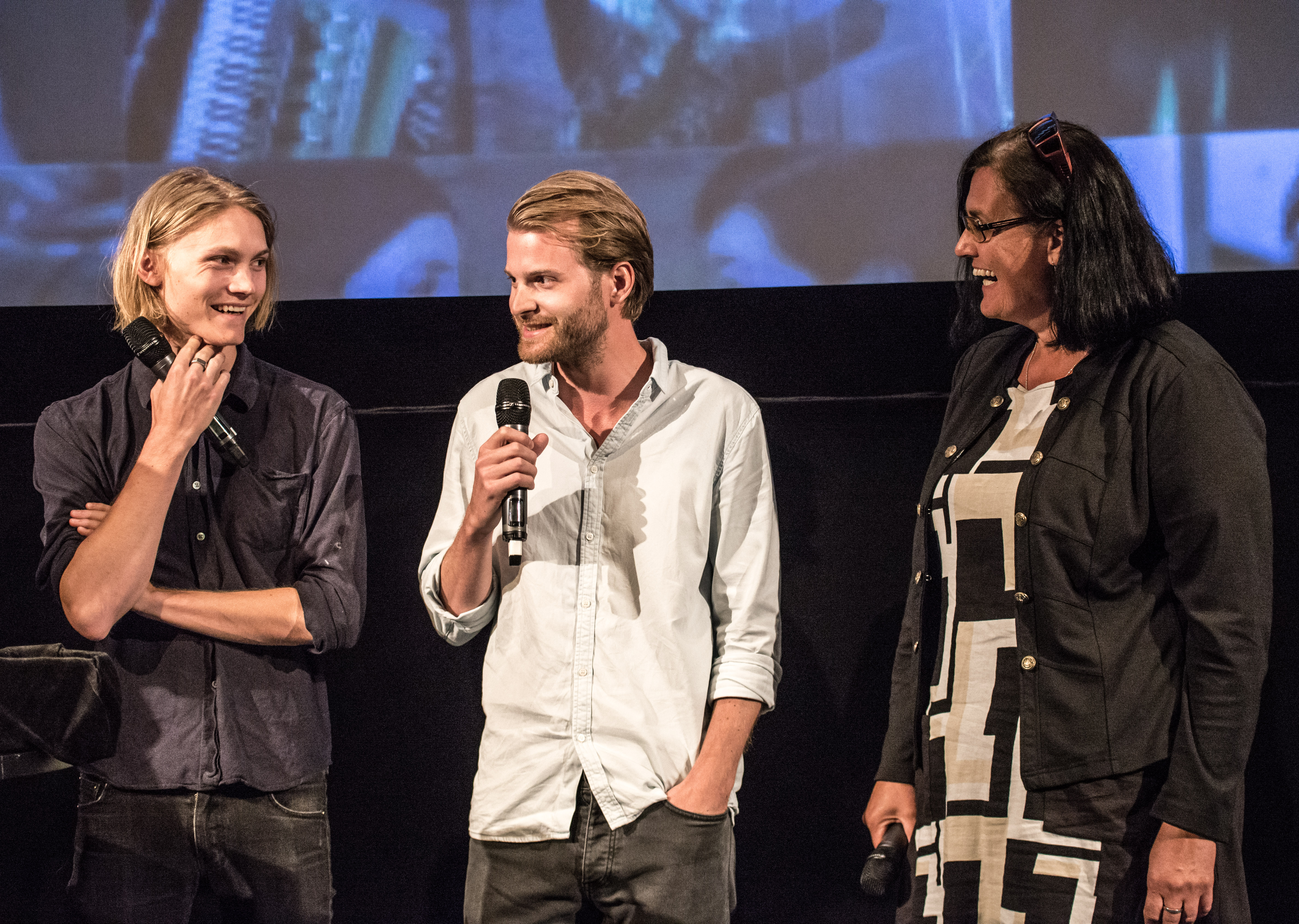
Od lewej: Ulrik Munther, Magnus von Horn (reżyser) i Madeleine Ekman (producentka)

Intruz (szwed. Efterskalv) – film dramatyczny w koprodukcji francusko-polsko-szwedzkiej z 2015, w reżyserii Magnusa von Horna, opowiadający o problemach z adaptacją środowiskową młodego Szweda po opuszczeniu zakładu resocjalizacyjnego.
Film był nominowany do Polskich Nagród Filmowych w 2016 w kategorii Orzeł za najlepszą reżyserię. W 2015 otrzymał Złote Lwy w kategoriach: Nagroda Polskiej Federacji DKF-ów, najlepszy reżyser, najlepszy scenariusz, najlepszy montaż. Otrzymał też nagrodę specjalną Wschodząca gwiazda Elle dla reżysera Magnusa von Horna. W 2016 obraz otrzymał Srebrne Grono na Lubuskim Lecie Filmowym Kinematografie Krajów Europy Środkowej i Wschodniej. Szwedzki Instytut Filmowy nagrodził film Złotymi Żukami w kategoriach: najlepszy film, najlepszy reżyser, najlepszy aktor drugoplanowy (Mats Blomgren). Ulrik Munther był nominowany do Złotego Żuka w kategorii najlepszy aktor pierwszoplanowy.

## Fabuła
John wraca z zakładu poprawczego do rodzinnej wioski. Odbywał karę za zabicie dziewczyny w ataku ekstremalnych emocji. Postanawia wrócić do tej samej szkoły i klasy. Lokalna społeczność nie jest gotowa na jego powrót. Przede wszystkim koledzy z klasy apelują do dyrekcji szkoły, by ta nie zgadzała się na powrót do tej samej placówki. Chłopak jest szykanowany i bity.

## Obsada
- Ulrik Munther jako John
- Mats Blomgren jako Martin
- Loa Ek jako Malin
- Alexander Nordgren jako Filip
- Wiesław Komasa jako dziadek
- Ellen Mattsson jako Bea
- Oliver Heilmann jako Kim
- Felix Göransson jako Hampus
- Inger Nilsson jako dyrektorka szkoły
- Sven Ahlström jako ojciec Kima